# USA:s folkräkning 1910
USA:s folkräkning 1910 (engelska: 1910 United States census) var den trettonde folkräkningen i USA:s historia. Folkräkningen registrerade 92 228 496 invånare.